# (3661) Dolmatovskij
(3661) Dolmatovskij (1979 UY3) – planetoida z grupy pasa głównego asteroid okrążająca Słońce w ciągu 5,02 lat w średniej odległości 2,93 au Odkrył ją Nikołaj Czernych 16 października 1979 roku.